# Тавбін Юлій Абрамович
Юлій Тавбін (біл. Юлі Таўбін, справжнє ім'я — біл. Юдаль Абрамавіч Таўбін, 2 (15) вересня 1911, Острогозьк, Воронізька губернія, Росія — 30 жовтня 1937, Мінськ, Тюрма НКВС) — білоруський поет та перекладач.
Страчений НКВС у 1937, у віці 26 років. Реабілітований у 1956-1957 роках.